# ملولش
ملولش (به عربی: ملولش) یک منطقهٔ مسکونی در تونس است که در استان مهدیه واقع شده‌است. ملولش ۶٬۹۴۸ نفر جمعیت دارد.